# Johann IV. von Osnabrück

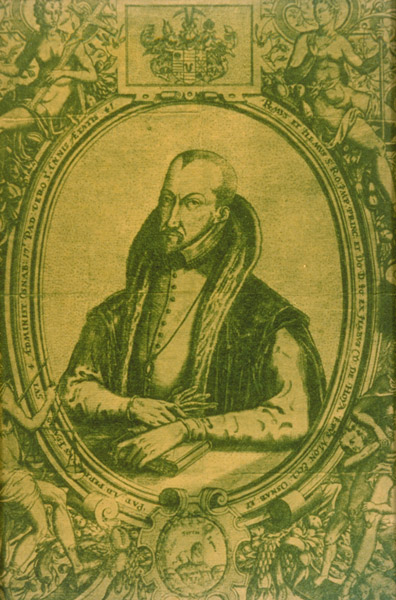
Johann von Hoya

Graf Johann VIII. von Hoya zu Stolzenau (* 18. April 1529 in Viborg; † 5. April 1574 auf Schloss Ahaus) war seit 1553 als Johann IV. Fürstbischof von Osnabrück, seit 1566 als Johann III. Fürstbischof von Münster und seit 1568 als Johann II. Administrator des Hochstifts Paderborn.

## Familie und Ausbildung
Sein Vater war Graf Johann VII. („der Streitbare“) von Hoya, der als Feldobrist und Statthalter in schwedischem und lübischem Militärdienst stand und 1534 in der Grafenfehde fiel. Seine Mutter Margarete war die Schwester von König Gustav I. von Schweden. 
Seine frühe Ausbildung erhielt er vermutlich in Schweden, Reval und Danzig. Ihm wurde 1547 zunächst die Teilgrafschaft Stolzenau zugewiesen. Danach ging er nach Paris, wo er von Heinrich II. am königlichen Hof freundlich aufgenommen wurde. Als der Krieg Frankreichs mit dem Reich ausbrach, ging er – bezeichnet als Kleriker aus Minden – nach Italien und studierte Rechtswissenschaften. Er war ein gebildeter Mann und soll sieben Sprachen beherrscht haben. Ein Problem für eine geistige Laufbahn war seine Abkommenschaft vom Haus Wasa, da dieses teilweise nicht als ritterbürtig und damit als nicht stiftsfähig galt. Versuche, ihm die Position des Erzbischofs von Köln zu sichern, sollen daran gescheitert sein.
Hoya entschied sich daher zunächst für die Laufbahn in der Reichsjustiz. Im Jahr 1553 berief ihn Kaiser Karl V. als Assessor an das Reichskammergericht in Speyer.

## Bischof

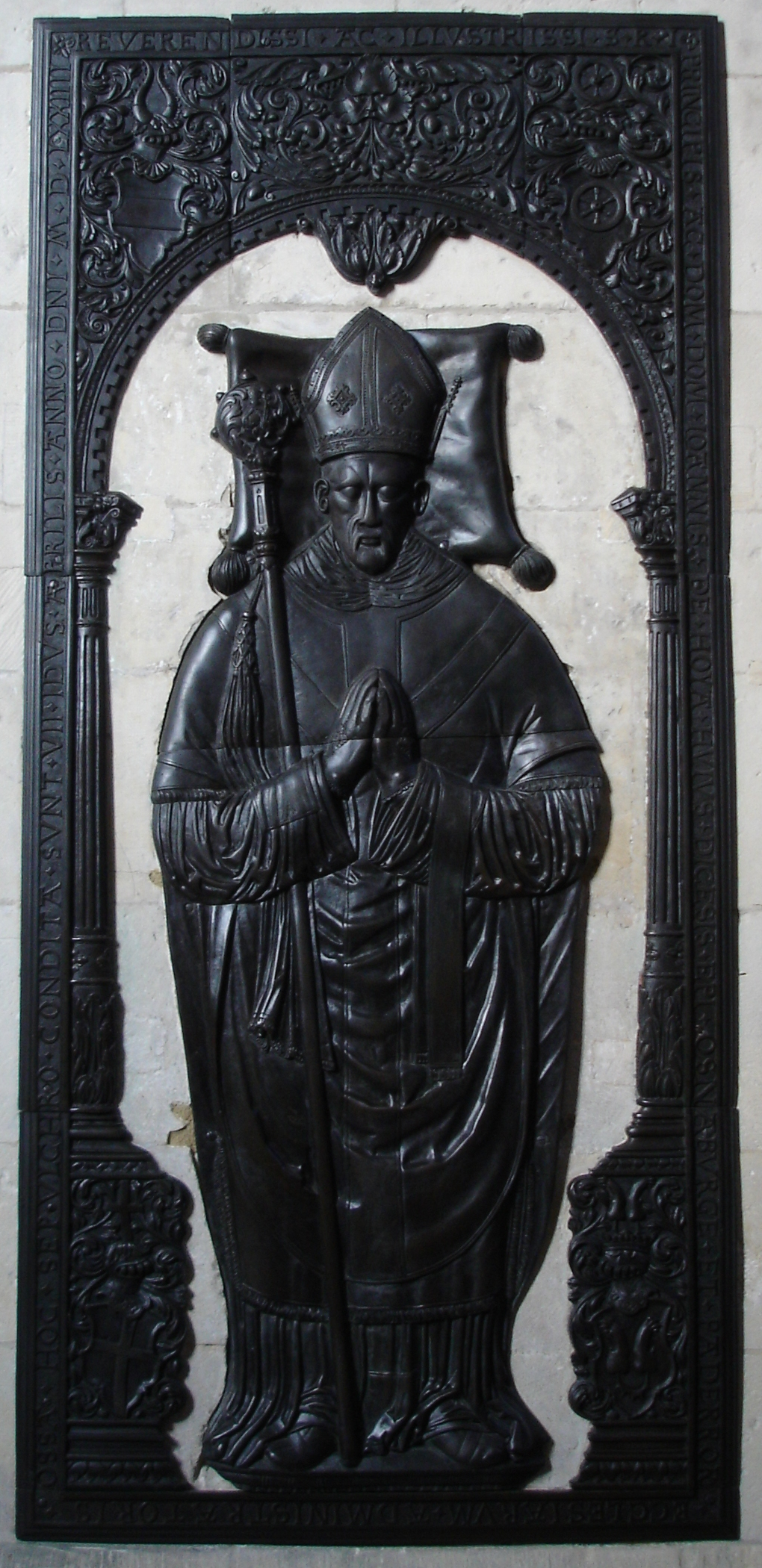
Epitaph für Bischof Johann von Hoya im Dom zu Münster

In Osnabrück erhielt er eine Domherrenstelle, und das Domkapitel wählte ihn zum Bischof, was ein Jahr später vom Papst bestätigt wurde. Zwischen 1555 und 1557 amtierte er dennoch als Präsident des Reichskammergerichts. In Folge der von Philipp Magnus von Braunschweig-Wolfenbüttel dem Bistum Osnabrück abgepressten Zahlung von 29.000 Gulden sah sich von Hoya gezwungen, 1562 die Herrschaften Stolzenau und Steyerberg an den Grafen Albrecht von Hoya zu veräußern. Da er auf Grund der wirtschaftlichen Notlage immer mehr in Abhängigkeit von den Ständen geriet, schloss er 1555 einen Schutzvertrag mit Philipp II. von Spanien und übernahm 1560 gegen Geldzahlung die Verpflichtung zur Verteidigung Englands gegen Schottland. Im Hochstift Osnabrück erließ er 1556 eine neue Amtsordnung und kodifizierte 1561 das Lehensrecht.
Seine Haltung gegenüber dem Protestantismus wurde als zu nachgiebig angesehen. Tatsächlich neigte er in militärischen Auseinandersetzungen dazu, die protestantische Seite zu unterstützen. Eine Kommission aus mehreren Kardinälen und dem Jesuiten Petrus Canisius besuchte Hoya 1565, um sich seiner katholischen Haltung zu versichern. Hoya versuchte ab 1561 erfolglos, in Osnabrück ein Jesuitenkolleg zu gründen. Es gelang ihm jedoch, die Domschule katholisch zu erhalten. Im Jahr 1570 erkannte er für das Bistum Osnabrück die Beschlüsse des Konzils von Trient an.
Er wurde 1566 zusätzlich zum Bischof von Münster gewählt. Daraufhin erkannte er das Trienter Glaubensbekenntnis an und empfing die Weihen. Durch die Wahl verlor er de jure sein Bischofsamt in Osnabrück, blieb aber als Administrator faktisch weiterhin auch dort Fürstbischof. Im Jahr 1568 wurde er außerdem zum Bischof von Paderborn gewählt. Aufgrund des Verbots der Ämterhäufung nach dem Konzil von Trient war er auch dort offiziell nur Administrator des Hochstifts.
In der Wahlkapitulation in Münster hat er ein energisches Vorgehen gegen kirchliche Missstände, Sekten und religiöse Neuerungen zugesagt. An dem Ziel, sich daran zu halten, kann kein Zweifel bestehen, allerdings waren für ihn auch in den beiden neuen Stiften die Verbesserung der Regierung und die Reform des Justizwesens die wichtigeren Anliegen.
Auf Drängen aus dem Münsteraner Domkapitel und nach päpstlicher Mahnung ließ er 1571 eine allgemeine Kirchenvisitation durchführen. Die Situation in Paderborn war von der Nähe zum protestantischen Hessen bestimmt. Seine Politik dort versuchte, Konflikte mit dem Nachbarn zu vermeiden. Dies führte zu dem Verdacht, dass Johann von Hoya die Protestanten gewähren ließ.
Insgesamt bemühte er sich um eine grundlegende Reform der kirchlichen Verwaltung. Aber hinsichtlich einer Verteidigung des Katholizismus im Bistum Osnabrück waren seine Erfolge begrenzt.